# 2019年公民身份法（修正案）
印度议会《2019年公民身份法（修正案）》（英語：The Citizenship (Amendment) Act, 2019），或称公民身份法修正案（英語：Citizenship Amendment Bill，CAB，或，CAA）、公民身份法案等，是针对《1955年印度公民身份法》提出的一项修正案，旨在为来自巴基斯坦、孟加拉国和阿富汗的“宗教少数群体”提供印度公民权，这些“宗教少数群体”包括印度教徒、锡克教徒、佛教徒、耆那教徒、祆教徒和基督徒。这是印度法律第一次将宗教作为公民身份的标准。
当前执政的印度人民党在2014年选举宣言中，承诺将为受迫害的印度教难民提供“天然的家园”。自此，这些难民的辛劳不断见诸新闻媒体。2015年，印度政府发布政令，给予此类难民长期签证，允许他们在没有旅行证件的情况下合法滞留。根据修正案，“宗教少数群体”成员只要在2014年12月31日及之前进入印度、并在来源国受到或恐惧于宗教迫害都会受到保护，同时这类移民在归化前的最短居留时间要求也从11年缩短到了5年。据印度情报局的数据，逾三万移民（主要为印度教和锡克教徒）已经受益于此前之政令，并将间接受惠于新修订后的法案。
公民身份法之修正法案的通过在印度国内引发抗议浪潮。有人认为，此法案与世俗化的《印度宪法》，尤其是第十四条中对平等的承诺相抵触。穆斯林群体和世俗团体对法案涉嫌的宗教歧视表达抗议。阿萨姆等印度东北部诸邦，因担忧当地的非穆斯林非法移民将被允许居留当地，而持续抗议。美国国际宗教自由委员会亦批评此法案。一些批评声音担心宗教歧视将被合法化。法案未被涵盖在内的非穆斯林群体亦有所担忧。由于曾在斯里兰卡等佛教徒为主地区遭受迫害的泰米尔印度教徒未被涵盖在内，其定居印度泰米尔纳德邦的合法权利或受到影响。尼泊尔、不丹等國的印度教徒以及来自中国的藏族难民亦被排除在外。

## 背景

### 难民之法定权益
自1950年起实施的《印度宪法》是一部世俗宪法，保证了印度所有居民的公民权。1955年，印度政府通过了《公民法》；这项法律及其随后的修正案禁止非法移民获得印度公民身份，并授权政府将这些人驱逐出境或者监禁，其中“非法移民”一词是指没有有效旅行证件进入印度的其他国家公民，或者在超过许可逗留期限之后仍留在印度的人。
难民是指由于战争、迫害或是暴力离开原籍国的人，其权益受到1951年《联合国難民公約》等国际法之保障；然而，印度并不是《難民公約》的签署国，亦无关于难民的国家政策，还将难民都被归类为“非法移民”。虽然印度一直愿意接收难民，但是自第一任尼赫鲁内阁以来，印度政府一直认为这些难民必须在局势恢复正常后返回自己的国家。根据联合国难民事务高级专员办事处的资料，目前有20多万难民居住在印度

### 人民党选举承诺
印度人民党长期宣扬印度教民族主义，即认为印度应当成为印度教国家而非世俗国家。在2014年全国大选中，人民党承诺给孟加拉和巴基斯坦的印度教难民授予公民权。执政后的人民党政府在2015年通过了多项政令，使前文中的难民，无论旅行文件的状态，都可以合法逗留并得到长期签证。政府还宣布，具有孟加拉和巴基斯坦国籍的“少数社群”可不受《1920年护照（入境印度）法》和《1946年外国人法》中数个要求的限制。“少数社群”包括因宗教迫害或者害怕受到宗教迫害而被排挤出原籍国、需要在印度寻求居所的印度教、锡克教、佛教、耆那教、拜火教和天主教徒；若这些人在2014年12月31日前进入印度，则可受到前述豁免待遇。
人民党政府于2016年提出公民法修正案，旨在使来自阿富汗、孟加拉、巴基斯坦的非穆斯林有资格获得印度公民权，但法案在下院表决通过后，却未在上院通过，还引发了东北诸邦的抗议。当地反对者担忧，法案将使孟加拉移民涌入，改变人口结构。在2019年大选中，人民党重申了修法的决心，还认为印度已经有大量的穆斯林非法移民。阿萨姆邦的人民党政府还更新了阿萨姆邦的国家公民登记册；尽管政府声称，公民登记册的更新是为了识别孟加拉国来的非法移民，批评者却认为这是针对穆斯林移民。2019年8月更新的名单中，该邦190萬人口被排除出登记册， 并面临被捕的危险，但登记册中多数受到排除的人口却是孟加拉裔印度教徒——人民党在该邦的主要支持者；在公布更新名单不久前，人民党即称不再支持公民登记。

## 立法过程
该法案于2016年7月19日作为《2016年公民身份法（修正案）》在下院人民院提交。2016年8月12日提交给议会联合委员会。委员会于2019年1月7日提交报告。随后，联邦内阁于2019年12月4日批准了《2019年公民身份法（修正案）》，以便提交议会。2019年12月9日，内政部长阿米特·沙阿在第17届人民院提出了该法案。法案于2019年12月10日获得通过，表决时有311名议员投赞成票，80名议员投反对票。随后，联邦院于2019年12月11日以125票赞成、105票反对通过了该法案。投赞成票的党派包括印度人民党及印度人民党的盟友。在2019年12月12日得到印度总统通过后，该法案成为法律。尚待印度政府择期生效，并将告知生效期。

## 修正案内容
该法案透过在第2节(1)分节第(b)款插入内容修订《1955年印度公民身份法》：
属于少数群体的人，即来自阿富汗、孟加拉国和巴基斯坦的印度教徒、锡克教徒、佛教徒、耆那教徒、拜火教徒和基督教徒，已经被中央政府豁免于《1920年护照（进入印度）法》第3节(2)分节第(c)款或根据该法适用《1946年外国人法》的规定或根据此等法律作出的任何命令，不得视为此等法律意图之非法移民。
修正案还在原公民法中插入第6B节，进一步规定，从法案生效之日起，在附带条件中提到的任何人都有资格申请归化入籍，并且对此人提起的涉及非法移民或公民身份任何未决的诉讼都应在给予其公民身份方面不再进行判决。
“豁免”类别的人员在此前的法律中已经获得定义。经过《2015年外国人法（修正案）》修订后的《1946年外国人法》中作出如下定义：
3A. 豁免特定类别的外国人： – (1) 属于孟加拉国和巴基斯坦少数群体的人，即印度教徒、锡克教徒、佛教徒、耆那教徒、拜火教徒和基督教徒，他们由于宗教迫害或对宗教迫害的恐惧而被迫在印度寻求庇护，并于2014年12月31日或之前进入印度，且
(a) 没有包括护照或其他旅行证件在内的有效证件，或者已根据《1950年护照（进入印度）规则》第3规则第4条获豁免[...]，或
(b) 具有包括护照或其他旅行证件在内的有效证件，且这类证件效力已经过期，
特此准予豁免适用《1946年外国人法》的规定及根据这些规定制定的关于他们在印度无证件或证件到期后逗留的命令[...]
此项豁免规则在2016年将阿富汗列入其中。
修正案修订了《1955年印度公民身份法》，赋予来自阿富汗、孟加拉、巴基斯坦并在2014年12月31日及以前抵达印度的信奉印度教、锡克教、佛教、耆那教、拜火教和天主教的非法移民公民权，但法案并未包含穆斯林。印度情報局记录显示，法案直接受益者仅仅超过3万人。印度之前的公民法并不将宗教作为资格核定的标准。
修正案通过前，公民权获得的条件是申请人必须在过去12个月及过去14年中的11年居住在印度；若修正案通过，这一11年门槛将为这些特定“少数社群”放松至5年。阿萨姆邦、梅加拉亚邦、特里普拉邦的部落地区不适用于该案。使用内线许可证的阿鲁纳恰尔邦、米佐拉姆邦、那加兰邦在内地区也不适用于该案。2019年12月9日，曼尼普尔邦也被加入内线许可证涵盖范围。
该法案包括取消印度海外公民登记的新规定，例如在取消透过通过欺诈手段进行的印度海外公民登记，以避免该人士在五年注册期内有两年以上被判入狱并为保护印度的主权和安全。它还包括一项关于违反中央政府通知的任何法律的规定。法案也增加了印度海外公民登记者在被取消资格前陈述意见的机会。

## 影响和争议

### 移民和住民之冲突
印度东北部地区，人们担心移民涌入引起人口和种族的变化，从而引发了冲突和骚乱——1980年代，阿萨姆邦的人民已经开始担心阿萨姆语居民被孟加拉语移民所取代。1971年，东巴基斯坦（即今孟加拉国）发生的种族灭绝迫使大量移民涌入与之相邻的西孟加拉邦和阿萨姆邦等印度省份，移民问题于1979年起触发一系列反对浪潮，阿萨姆人抗议迁移而来的孟加拉人被列入选民清单，至1985年与印度政府签订《阿萨姆协定》以“保护阿萨姆邦当地人民的政治、社会、经济和文化特性”，其中规定1965年12月31日以前的移民合法化，此后的非法移民将遭到驱逐和排除出选民清单；但新的公民身份法将这一期限改成了2014年12月31日，引发了反对这一法案的暴力抗争。
内政部告诉审查该法案的联合议会委员会：“关于来自孟加拉国的难民移民人口是否正在给某些东北部邦份带来意想不到的人口变化，目前没有具体的报告。”然而，过去的数十年中，阿萨姆邦的住民和移民之间的冲突已经夺去数千人的生命；如今的法案重新引起阿萨姆邦本土文化边缘化的担忧，住民抗议者认为：1）阿萨姆语可能成为当地的第二语言；2）且新法案可能违反1985年的《阿萨姆协定》；3）依据宗教赋予公民身份可能违反宪法。特里普拉邦学生联合会的顾问告诉《印度快报》：“在我们自己的土地上，我们已经是微不足道的少数民族了。如果这项法案获得通过，我们的人口将受到威胁。”曼尼普尔邦政府则发表声明表示：“人们还担心，一旦（该法案）得到实施，印度可能会充斥着大量非法移民和来自邻国的外国人……”
《今日印度》指，人民党为了保护阿萨姆邦印度教身份而推销法案，却忽视了阿萨姆人对于印度教孟加拉文化霸权的恐惧：阿萨姆人担忧，若是来自孟加拉的印度教选民和穆斯林选民联合起来，即可取代原住民的地位；而在特里普拉邦，当地的孟加拉移民已经取代部落居民主宰当地政治，故而就连作为人民党政治盟友的特里普拉邦原住民也参与了对法案的抗议活动。

### 穆斯林被排除在外
尽管内政部长阿米特·沙阿等人民党官员称法案并非针对穆斯林，在印度大部分地区发生的反对浪潮是因为穆斯林被排除在法案之外，如被缅甸驱逐的罗兴亚难民即被法案排除在外。2019年8月，印度唯一的穆斯林多数邦查谟-克什米尔已经被取消宪法特权；同月，伊斯兰宗教法允许的特殊离婚方式也被印度政府禁止：这一系列行为加剧了穆斯林社群对于人民党政府侵害穆斯林宪法权利的担忧。对于新法的恐惧还与国家公民登记册相关，后者将列出所有印度合法居民的身份以识别并根除“渗透者”，穆斯林社群认为这其实是针对穆斯林的信号。有罗兴亚难民对法案表示欢迎，同时也表达了不安，并认为政府应当把罗兴亚难民纳入法案。
穆斯林在法案中被授予公民身份的群体中也显著缺席。批评人士质疑这种排斥行为。该法仅限于印度以穆斯林为主的邻国，其次，不承认这些国家受迫害的穆斯林，例如：巴基斯坦的阿赫迈底亚教徒、阿富汗和巴基斯坦的哈扎拉人等。据称，这些难民亦居住在印度，但他们没有得到任何救济。还有许多来自斯里兰卡、尼泊尔和缅甸的难民没有受到该法的保护。《今日印度》分析指出，人民党在穆斯林选民中并不受欢迎，人民党可能透过穆斯林选民的选票合并和非穆斯林的反合并中获益。

### 未被提及的少数民族
还有人担心印度周围的一些非穆斯林国家没有被包括在内，例如：法案未被涵盖在内的非穆斯林群体亦有所担忧。由于曾在斯里兰卡等佛教徒为主地区遭受迫害的泰米尔印度教徒未被涵盖在内，其定居印度泰米尔纳德邦的合法权利或受到影响。尼泊尔、不丹等佛教徒为主国家的印度教徒亦受到波及。尽管海外藏人即便其出生在印度也不能获得印度国籍，但被法案并未将之涵盖在内，亦引发争议。达罗毗荼进步联盟党首指出新法乃针对穆斯林和斯里兰卡泰米尔公民，称“过去六十年里，我们毫无疑问地遵守宪法。只有中央的人民党政府违背了宪法。”

## 实施状况
联邦部长曼苏卡·曼达维亚在2019年12月20日对7名来自巴基斯坦的移民批出公民身份认证。人民党代理党魁那达在此之前表示，尽管存在抗议活动，但公民权授予的程序将会迅速进行。

### 拒绝执行及其争议
非人民党执政的中央邦、恰蒂斯加尔邦、西孟加拉邦、旁遮普邦、喀拉拉邦、拉贾斯坦邦和本地治里中央直辖区的首席部长称其不会执行新法。西孟加拉邦和喀拉拉邦暂缓一切与准备和更新国家人口登记相关的活动，而这项登记正是人口普查和国家公民登记前提。但内政部澄清指出，各邦缺乏阻止新法实施的法律权限，新法已经在宪法下生效且各邦无权拒绝之。

### 进行中的违宪审查
新德里的印度最高法院在12月18日决定对新法進行合憲性審查，惟拒绝頒令暫緩法律實施。法院要求中央政府在2020年1月的第二个星期之前回复针对新法的质疑。法院接受了印度穆斯林联盟和国大党等为2020年1月22日展开听证会提交的59份请愿书。对于多名律师要求暂缓新法实施的建议，总检察长则反对称，多项判决表明，一项新的法律一經公布即不得被暂缓实施。法院还听取了针对警方在大学校园实施暴力的陈词，但指出不会在暴力中继续程序，要求学生首先停止暴力。

## 法案反响

### 支持声音

#### 支持者表态
人民党籍印度总理莫迪表示，新法是为了“为那些在国外遭受多年迫害、除了印度之外无处可去的人而制定的”。在12月16日，他继续表示，当看见示威之后，他更加认为议会通过此项修正案的决定是“1000%正确的”，并指责国大党进行煽动。对于阿萨姆邦问题，他则表示，阿萨姆邦的人民远离了煽动示威的人，和平地展示了自己的意见。人民党籍国会议员高特姆·格姆比尔在12月17日指，示威者应当进行和平抗议，焚烧公共财产、投掷石块不是正确的做法，他称任何穆斯林都不应该认为他们的公民身份会被剥夺。人民党籍内政部长阿米特·沙阿表示，新法执行没有回头路，并指责反对派进行虚假宣传。
12月20日，代表查谟-克什米尔邦锡克教群体的全国锡克教阵线发表声明称，该组织支持新法，因其将帮助印度境内的阿富汗锡克教难民。
12月21日，1100名学者和知识分子发表联合声明，支持新法。声明指出，修正案“满足了向来自巴基斯坦、孟加拉国和阿富汗的受迫害宗教少数群体提供庇护的长期要求” ，“自从1950年的《利亚卡特-尼赫鲁协定》失败以来，如国大党在内的各个领导人和政党 ，跨越不同的意识形态，要求给予来自巴基斯坦和孟加拉国的宗教少数群体公民身份，他们大多属于达利特种姓”，“新法为被遗忘的少数发声，彰显印度文明特质”。

#### 难民团体声音
阿萨姆邦的印度教难民家庭自20世纪60年代以来一直生活在难民营中，迄今为止一直被拒绝给予印度公民身份。他们表示，修正案最初“点燃了希望”。 他们补充说，最近对该法案的抗议和取消该法案的要求使他们对未来感到恐惧。30年即从阿富汗迁居印度的锡克难民代表团感谢印度政府修改了公民法，并表示修订后的法律将允许他们最终获得印度公民身份并”加入主流”。在新德里，大约600名来自巴基斯坦的难民住在一个由小棚屋组成的难民营里，他们通过“分发糖果、挥舞印度国旗、跳舞和唱印度爱国歌曲”来庆祝新法。

#### 游行和集会
西孟加拉邦的人民党召集支持修法的集会，他们声称邦政府阻止其行动。他们还指责首席部长玛玛塔·班纳吉及其党员向该州居民误报了新法律的内容。约有15,000人参加了人民党在拉贾斯坦邦组织的支持该法案的集会。印度教民族主义之学生组织国民志愿服务团亦举行集会支持新法。

### 反对浪潮

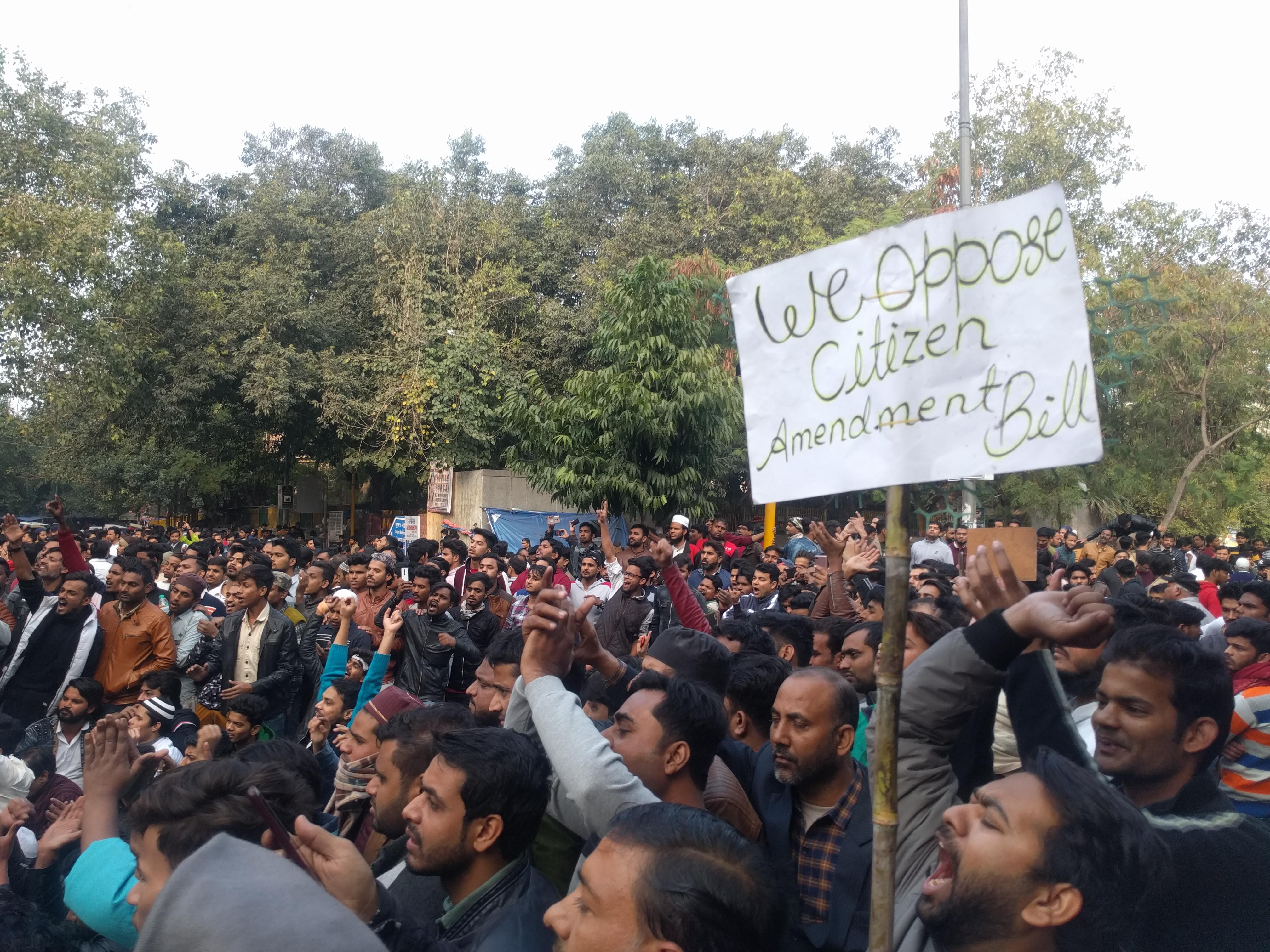
穆斯林学生抗议该法案

#### 反对者表态
国大党反对这一法案，其发言人桑贾伊·杰哈指法案将会分化印度。国大党总书记普里扬卡·甘地在内的反对党人士抨击新法，普里扬卡·甘地指出“攻击学生是对印度灵魂的攻击”，公民身份修正案违反了印度宪法，它的目的是“破坏”宪法，而“每一个国大党工作人员都将与正在变得独裁的莫迪政府作斗争”。此外，他还否认了莫迪所谓国大党进行煽动的指控，称“暴力事件的幕后黑手是印度执政党和政府。如果政府没有引入这项法律，就不会有这样的暴力行为。总理、内政部长和内阁应该对这次暴力事件负责”。
哈佛大学、马萨诸塞大学、印度理工学院、印度科学教育研究院、德里大学、钦奈数学研究院、国际理论科学中心、塔塔基础研究院、波恩大学、希伯来大学和奥斯陆大学等各地超过1000名学者和科学家发起请愿，请求撤回法案。

#### 示威及骚乱
法案首先在阿萨姆邦在内的东北部诸邦引起抗议和骚乱，随后拓展到全国范围内的穆斯林社群示威，造成了多人死伤和数千人被捕。
在印度东北部古瓦哈提，成千上万人违反宵禁令走上街头；在伦吉亚镇和戈拉卡德县，警察向投掷石块和燃烧的轮胎的示威者开枪示警；来往阿萨姆邦的多趟列车和多架次航班被取消。尽管人民党已经通过豁免条款，平息了阿鲁纳恰尔邦、米佐拉姆邦、那加兰邦全境及阿萨姆邦、梅加拉亚邦、特里普拉邦部分地区的抗议，但是阿萨姆邦仍有大规模的抗议活动。截至12月14日，抗议活动已经在阿萨姆邦造成至少3人死亡。
在班加罗尔、德里、海得拉巴、金奈和艾哈迈达巴德以及印度人口最多的北方邦等地，抗议者无视示威游行的禁令参与抗争。警方路障拥塞交通迫使德里地铁在19日关闭了19个车站。印度各地的大学生参与了对新法的抗争行动，国立伊斯兰大学和阿里格尔穆斯林大学成为了抗争的中心。尽管全国各地的学生示威没有造成死亡，但有大量的警方暴力记录和学生失踪事件。

### 应对和处置

#### 互联网封锁
印度政府在示威爆发后还关闭了西孟加拉邦、北方邦、阿萨姆邦、梅加拉亚邦、阿鲁纳恰尔邦和特里普拉邦部分地区的互联网以阻止示威者集结，而克什米尔的互联网服务自2019年8月起即已经中断。截至2019年12月19日，印度成为关闭互联网次数最多的国家，总计达到134次，其中2019年当年即关闭了93次，而克什米尔是有记录以来关闭时间最长的地区。

#### 警察和宵禁
12月19日，班加罗尔警察向焚烧警察局的示威者开火，造成两人死亡，当地正处于宵禁状态且互联网已经关闭48小时；北方邦的勒克瑙则有一人在示威者和警方的暴力冲突中死亡。班加罗尔、新德里及整个北方邦已经颁布禁令，禁止四人以上的游行。尽管警方否认过度使用武力，如德里警方发言人兰德哈即告诉媒体警方已经“采取了最大限度的克制”，警方对抗议活动的处理也引发了对于警察过度用武的抗争，警察暴力的视频也在网络上不断传播。

#### 体育活动中断
原定于赛程第四天的2019-2020年兰吉杯板球赛阿萨姆邦对决军方代表队的比赛由于抗议活动无法进行。

### 国际态度

#### 政府表态
- 联合国人权事务高级专员办事处批评该法，称其“根本具有歧视性质”。报告补充说，“尽管印度仍然实行更宽泛的入籍法，但这些修正案将对人们获得国籍产生歧视性影响”。[111]
- 美国隶属于国会的政客与特朗普政府的表态不同。国际宗教自由委员会[112]呼吁对阿米特·沙阿和通过该法案的“其他主要领导人”进行制裁[113]。印度外交部对此发表了一份声明，指出美国国际宗教自由委员会的声明“既不准确，也没有正当理由”，该委员会和核管制委员会都没有试图剥夺印度公民的公民身份[114][115][116]。众议院外交事务委员会对该法案的意图提出质疑，并指出“对公民身份的任何宗教检验（英语：No religious test clause）都会破坏这一最基本的民主原则”[117]。然而，在12月19日国务卿迈克·蓬佩奥则表示“我们尊重印度的民主，因为他们在印度国内就这个问题进行了激烈的辩论”。[118]在2020年初访问印度时，总统唐納·川普表示“这取决于印度”，并且拒绝对正在进行的抗议活动发表评论，赞扬莫迪努力给印度不同社区带来宗教自由。[119]
- 俄羅斯驻印度副大使罗曼·巴库斯金指出，俄罗斯认为这项立法是印度的内部事务[120]。
- 巴基斯坦总理伊姆兰·汗批评该法“违反了国际人权法和与巴基斯坦的双边协定的所有准则”[121]。
- 外交部长莫门在12月11日表示，法案可能会削弱印度作为一个世俗国家的历史特征，并否认少数民族在他的国家面临宗教迫害[122]。16日，莫门要求印度政府出具非法居住在印度的孟加拉国公民的名单，以便其重返孟加拉国[123]。
- 马来西亚总理马哈蒂尔批评这项法律，说它可能会“剥夺一些穆斯林的公民权”。印度则驳斥道，这项法律并没有“剥夺任何印度人的信仰或者公民权”[124]。

#### 旅行警示
英国、美国、法国、以色列和加拿大对访问印度东北部地区的人发出了旅游警告。

### 外交活动
日本首相安倍晋三原定于2019年12月15日起对印度的访问已宣布推迟，原定于16日在印度东北部城市古瓦哈提举行的两国元首会谈也随之取消。原定计划访问印度的孟加拉国内政部长和外交部长均取消了行程，据报道可能因安全和对新法之不满。

## 拓展阅读
- The Citizenship (Amendment) Bill, 2016 - Highlights and Summary（页面存档备份，存于） by PRS Legislative Research